# 蔡序東
蔡序東（1884年—1914年），字？，廣東省順德縣人，法政科進士。周自齊妹夫。

## 生平
- 美國惠斯康新大學畢業[3]。
- 宣統三年（1911年）九月，經學部驗看考試列最優等，賞給法政科進士[4]。
- 民國2年（1913年）4月15日，任外交部特派山東交涉員[5]、濟南商埠局局長。
- 民國3年（1914年）1月19日，呈請辭職外交部特派山東交涉員[6]。
- 民國3年（1914年）2月3日，派交通部路政局外務科辦科長事[7]。
- 民國3年（1914年），京張張綏鐵路管理局副局長，由交通部派赴美國考察鐵路包工辦法，在任病故[8][9][10]。